# U.4 (dirigibile)
Il dirigibile U.4 era un dirigibile di tipo semirigido  costruito in Italia dalla Fabbrica Italiana Aerostati S.A. di Milano nella prima metà degli anni dieci del XX secolo per scopi militari.

## Storia del progetto
Nel corso del 1915 l'ingegnere Celestino Usuelli progettò per scopi prettamente militari un nuovo dirigibile che ricevette la denominazione di U.4. Nell'intendimento del progettista questa aeronave di tipo semirigido e dotata di due propulsori, doveva essere impiegata nella ricognizione marittima e nella lotta antisommergibile. La trave di irrigidimento della carena era costituita da una travatura snodata nel mezzo, costituita da tubi metallici controventati.

## Tecnica
Si trattava di un dirigibile di semirigido, lungo 53 m, del diametro di 9,8 m, avente una cubatura di 3 870 cm³. I propulsori erano due SPA eroganti la potenza di 100 CV, ed ognuno azionante un'elica a presa diretta. La velocità massima raggiungibile era pari a 50 km/h, e poteva sollevare un carico utile di 800 kg.

## Impiego operativo
Costruita pe la Regia marina l'aeronave U.4 fu collaudata nel 1915. Nell'intendimento del suo progettista il dirigibile U.4 poteva navigare a bassa quota, essere dotato di apparecchio radio ricetrasmittente per lanciare messaggi di scoperta per la presenza di eventuali sommergibili, ed essere armata con bombe che potevano essere lanciate con più precisione rispetto ad un aereo. Lo U.4 fu adibito a compiti addestrativi e non effettuò mai alcuna missione bellica.

## Utilizzatori
Italia
- Regia Marina

### Fonti
1. 1 2 3 4  Pesce 1982, p. 135.
2. 1 2 3 4 5  Pesce 1982, p. 33.